# Joe Garland
Pour les articles homonymes, voir Garland.
Joe Garland né le 15 août 1903 à Norfolk, mort le 21 avril 1977 dans le New Jersey est un clarinettiste, saxophoniste et compositeur de jazz américain.

## Carrière
Après des études à l'école d'Oxford où il apprend la musique, il joue en 1925 du saxophone dans le groupe les Seminole Syncopators de Graham Jackson puis il travaille avec Henry Saparo, Leon Abbey, Charlie Skeets, Jelly Roll Morton, Joe Steele. De 1932 à 1936, il joue avec le Mills blue rythm band puis en 1937, avec Edgar Hayes, Don Redman en 1938, Claude Hopkins en 1944, Louis Armstrong 1939-1942 puis 1945-1947 et Earl Hines en 1948. Au début des années 1950, il abandonne le métier. Joe Garland est le compositeur du célèbre morceau In the Mood popularisé par l'orchestre de Glenn Miller.

## Source
André Clergeat, Philippe Carles, Dictionnaire du jazz Bouquins/Laffont 1990 p.367 